# Шато дьо Динан
Шато дьо Динан (на френски: Château de Dinan) е замък в град Динан, Франция (департамент Кот д`Армор). В действителност се състои само от донжон, разположен близо до портата Сен-Луи и е част от 2600-метровите укрепени стени, заобикалящи днес стария град. Донжонът е построен през 1384 г. Той е с овална форма и е заобиколен от ровове. Днес в него се помещава общинският музей.